# 安东尼奥·戈麦斯-卡雷尼奥·埃斯卡洛纳
安东尼奥·戈麦斯-卡雷尼奥·埃斯卡洛纳（西班牙語：Antonio Gómez-Carreño Escalona，1980年7月22日—)，西班牙足球教练，现执教于中超球队青岛海牛。

## 生涯
安东尼奥·戈麦斯的教练生涯始于休达竞技，并于2007年至2010年间担任球队的助理教练。
2010年，安东尼奥·戈麦斯回到了自己的家乡托莱多，并开始担任托莱多体育青年队的主教练。
2011年起，他开始担任比赛分析师，并先后辗转于巴列卡诺、希洪竞技、多哈艾阿拉比及卡塔尔国家队任职。
2017年，安东尼奥·戈麦斯来到希洪竞技担任球队首席球探。一年后，他又来到阿爾巴塞特担任相同的职位。
2018年，他来到中超球队天津泰达担任助理教练。2020年，他转投另一支中超球队河南嵩山龙门，并担任相同的职务。
2021年，安东尼奥·戈麦斯开始担任河南足球俱乐部的代理主教练。
2023年，安东尼奥·戈麦斯担任中超升班马青岛海牛的主教练。

## 外部連結
Soccerway資料庫：安东尼奥·戈麦斯-卡雷尼奥·埃斯卡洛纳 